# 天主教馬姆費教區
天主教馬姆費教區（拉丁語：Dioecesis Mamfensis）是喀麥隆一個羅馬天主教教區，屬巴門達總教區。
教區於1999年2月9日成立，位於西南省北部；2004年時有教友43,630人（佔轄區總人口16.3%）、九個堂區和廿五名司鐸。教區主教現時出缺，榮休主教為方濟各·特克·利辛格。

## 歷任主教
1. 方濟各·特克·利辛格（法语：Francis Teke Lysinge）（1999年2月9日－2014年1月25日）[3]
2. 安德肋·恩基阿·富安亞（法语：Andrew Nkea Fuanya）（2014年1月25日－2019年12月30日）[2][3]